# Elsy Jacobs

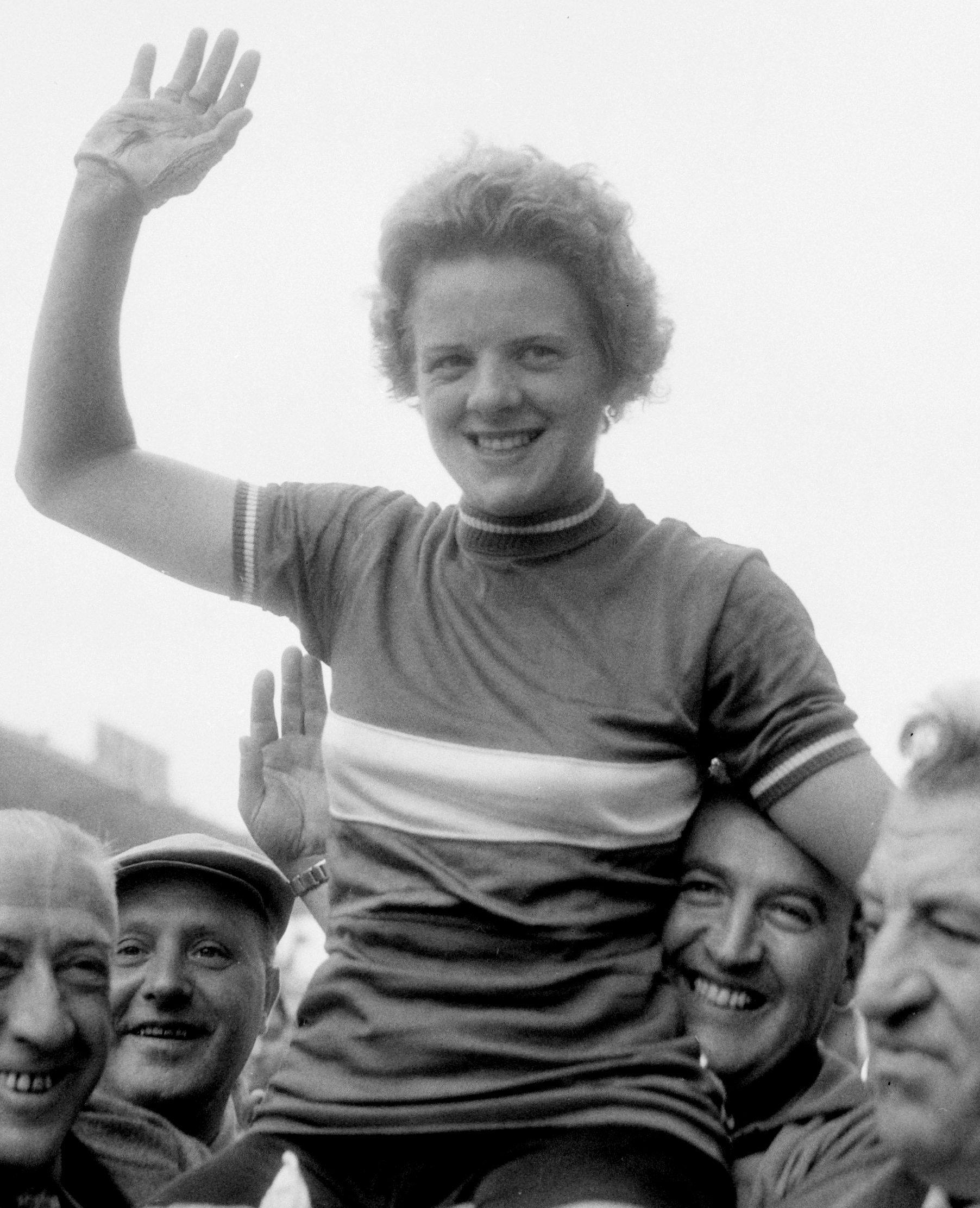
Elsy Jacobs, 1958

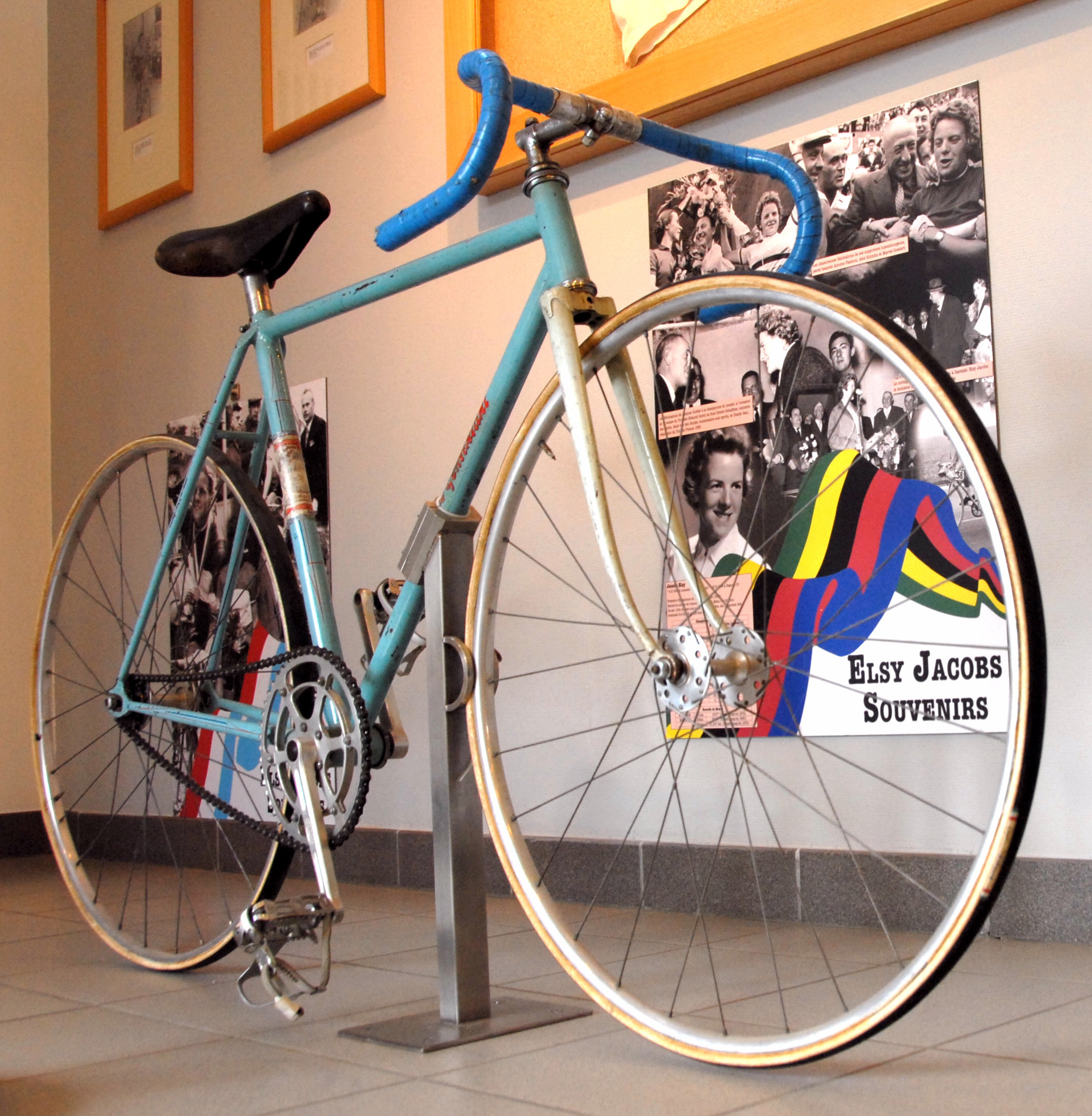
Das Rennrad von Elsy Jacobs im Centre Sportif von Garnich

Elsy Jacobs (* 4. März 1933 in Luxemburg-Pfaffenthal; † 28. Februar 1998 in Guémené-sur-Scorff) war eine luxemburgische Radsportlerin und 1958 erste Radsportweltmeisterin der Frauen.

## Leben
Als Jüngste von sieben Geschwistern wuchs Elsy Jacobs in Garnich auf. In Kontakt mit dem Radsport kam sie durch ihre Brüder, die bereits als Jugendliche an Radrennen teilnahmen. Jacobs begann mit ihnen zu trainieren, konnte aber nicht in Luxemburg starten, da damals Frauen noch nicht an Radrennen teilnehmen durften. So fuhr sie Rennen in Belgien und Frankreich, wo ihre Lizenz anerkannt wurde. Erst 1955 änderte der Luxemburger Radsportverband seine Statuten, um Elsy Jacobs aufnehmen zu können und ihre Teilnahme an Rennen in Luxemburg zu ermöglichen.
Am 30. August 1958 siegte Elsy Jacobs in Reims bei den ersten Straßen-Radweltmeisterschaften der Frauen, vor den favorisierten sowjetischen Fahrerinnen. Einige Monate später, am 9. November, fuhr Elsy Jacobs in Mailand auf der Vigorelli-Radrennbahn einen neuen Stundenweltrekord. Der Rekord mit 41,347 km konnte erst 1972 von der Italienerin Maria Cressari in Mexiko gebrochen werden.
Nach den Erfolgen von Jacobs wurden in Luxemburg auch Frauenrennen gefahren. Das Trikot der Landesmeisterin im Straßenrennen konnte Jacobs von 1959 bis 1974 verteidigen. Auch den Titel im Einzelzeitfahren gewann sie mehrfach.
1974 kam es zu Streitigkeiten zwischen Jacobs und dem nationalen Verband, der sie nicht für die Weltmeisterschaft angemeldet hatte. Da sich der Verband auf Finanzprobleme berief, bot Elsy Jacobs an, ihre Teilnahme aus eigener Tasche zu zahlen. Als auch daraus nichts wurde, verließ sie Luxemburg, nahm die französische Staatsbürgerschaft an und zog nach Paris. Später ging sie nach Loudéac in der Bretagne, wo sie bis 1996 eine Jugendmannschaft trainierte und am 28. Februar 1998 verstarb.

## Verschiedenes
Seit 2001 wird in Garnich jährlich am 1. Mai das Jedermannrennen Randonnée Elsy Jacobs veranstaltet. Zum 50. Jahrestag ihres Weltmeistertitels und des Stundenweltrekords wurde am 26. April 2008 in Garnich erstmals der Grand Prix Elsy Jacobs ausgetragen, seitdem findet das Rennen jährlich im Rahmen des Festival luxembourgeois du Cyclisme Féminin Elsy Jacobs statt.
Zum 40. Jahrestag der Weltmeisterschaft schuf die Schifflinger Bildhauerin Yvette Gastauer-Claire eine Medaille auf Ehren Elsy Jacobs.

## Familiäres
Elsy war die Schwester von Edmond, Raymond und Roger Jacobs, die alle Radsportler waren.

## Film
- Michele Tereba: Grouss-Herzogin vum Velosport, Dokumentarfilm, 23 min.[3]